# ヘンリー・ライダー・ハガード

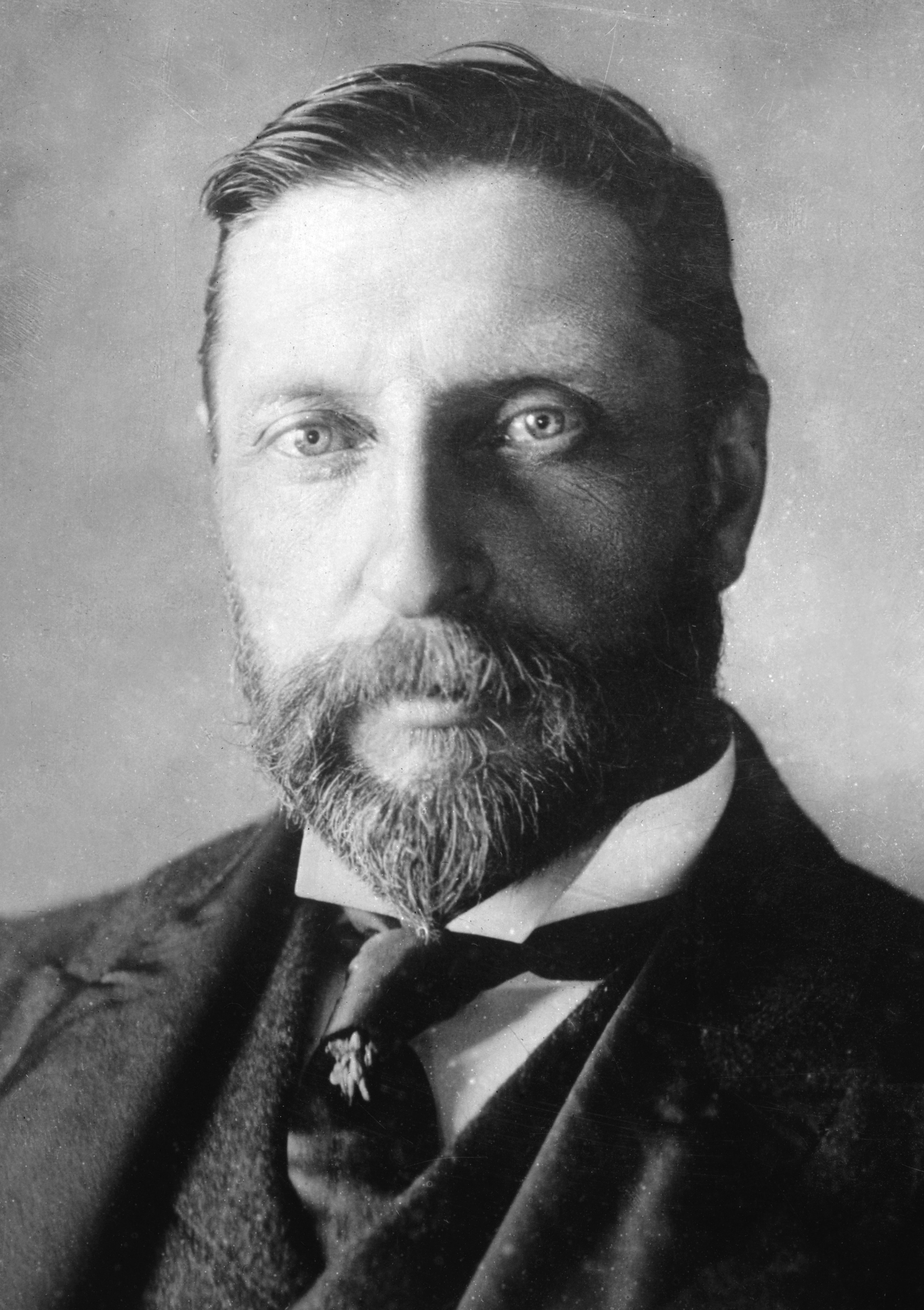
H・R・ハガード（1905年頃の写真）

サー・ヘンリー・ライダー・ハガード（Sir Henry Rider Haggard,1856年6月22日 - 1925年5月14日）は、イギリスのファンタジー作家、冒険小説家。暗黒大陸と呼ばれた時代のアフリカなど人跡未踏の秘境を舞台とした秘境探検小説を主に著した。代表的な作品に『ソロモン王の洞窟』やその続編群（アラン・クォーターメインもの）、『洞窟の女王』・『女王の復活』の「She」シリーズがある。表記はハッガードとも。

## 略歴
1856年、ノーフォークの富裕な地主の家に生まれる。心霊学に凝っていた両親に連れられて、よく心霊実験の集会に出かけて超自然的な現象を見せられて、異常なほどの興味を示す。学業不振のために、その階級の息子がたどるべきエリート・コースに乗れなかったハガードは1875年の19歳の時、父の命令でナタール総督の秘書として南アフリカへ渡る。当時、植民地化を進めるイギリス、オランダ系白人のボーア人、先住のズールー族などの戦乱のさなかにあったアフリカでの仕事は命懸けで、その戦いなどを見聞したことは後の創作に大きな影響を与えた。このアフリカ生活の中で、熱心に土地の言葉を習い、好んで奥地の聚落へ出かけて彼らと起居を共にし、その歴史、風俗、習慣、伝説、口碑、迷信などをつぶさに研究し、アフリカを舞台とした小説を書く野心を持つ。1877年にはトランスバール高等法院に移って役職に就く。
1880年、イギリスに帰りマリアナ・マージストンと結婚、妻と協力して駝鳥の飼育場を経営し、かたわら農政研究に打ち込んだ。この方面の著作として『田園英国"Rural England"』（1902年）『貧民と土地"The Poor and the Land"』（1905年）がある。これらの功績が評価されて、後に英国政府からナイトに叙勲された。1884年、ロンドンで弁護士事務所を開き、弁護士として働きながら創作を始めるが、この方面の仕事にはあまり熱心になれず、同年、処女作『夜明け"Dawn"』を発表する。これはイギリスが舞台の普通小説で、あまり評判にはならなかった。なお、マリアナとの間には四児をもうけている。
1885年、読書界の話題となっていたスティーブンソンの『宝島』に対抗意識を燃やして、わずか六週間で書いた『ソロモン王の洞窟"King Solomon's Mines"』が、出版と同時に『宝島』以上の評判となり、売上でもそれを凌ぐ結果となった。この小説の成功により、ハガードは作品の題材を探るべく世界各地を訪れる。アイルランドなど北欧、エジプト、イスラエル、メキシコ、インカ帝国などで、それらを舞台とした秘境冒険小説を次々と発表し、新作が出る度に読者に好評をもって迎え入れられる。その間、失業者再雇用委員会の委員長就任、農業改良運動家、社会活動家としての名声も高まった。1912年には最下級勲爵士であるナイト・バチェラーを受勲。
しかし晩年はハガード流の冒険小説も飽きられ、作品にアラン・クォーターメイン（『ソロモン王の洞窟』の主人公で、以後十六編に登場している。）の名が出ないと採用されない状態にもなる。農政問題での活動にも疲れ、作家としても一時の隆盛から遠のき、版元ロングマンズ・グリーン社創立二百年式典で作家代表として祝辞を述べた後、倒れ1925年に世を去った。68歳没。

## 家族

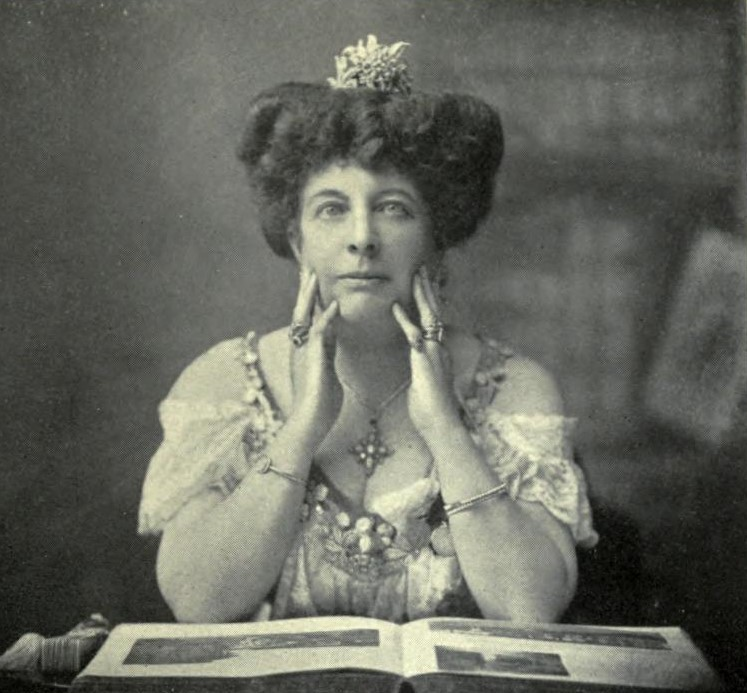
妹のエレオノラ・ダネタン

姉のエレオノラは、明治時代の駐日ベルギー公使アルベール・ダネタン男爵夫人として、約16年間（1893年 -1908年）暮らした。下記の訳書が刊行している。
- エリアノーラ・メアリー・ダヌタン『ベルギー公使夫人の明治日記』

長岡祥三訳、中央公論社、1992年

## 作品の特質
ハガードの秘境探検小説は、後続のファンタジー作家に多大な影響を与えた。今では全く顧みられない『夜明け』をはじめとする現代小説は、完成させるのに数ヶ月も推敲を重ねるのが普通であったが、評判となった秘境小説の大半は、数週間という驚異的な速度で書かれたものが多い。『洞窟の女王 "She: A History of Adventure"』を執筆する時、ハガードは腹案も下書きも何一つ用意せず、六週間で書き上げたとのことである。そのハガードに高い評価を与えたのは文豪ヘンリー・ミラーで、その著『わが読書』において「もっとも親近性のある尊敬すべき作家」と評している。さらに『迷宮の作家たち』という評論でも、ハガードについて一章を割いて論じており、『洞窟の女王』を「驚嘆すべき書」と絶賛している。またシャーロック・ホームズの作者、アーサー・コナン・ドイルも「空想やスケールの点ではハガードに及ばぬかもしれないが、作品の質と思想の面白さにおいてはハガードを凌ぎたい。」とまで言わせるほどハガード作品は当時の人々に熱狂的に迎えられた。
ハガードの作った２大キャラクターは探検家、アラン・クォーターメンと不死の女王、アッシャである。『二人の女王』では死なせてしまったアラン・クォーターメンに読者の抗議が殺到し、その要望に応えるために回想という形をとって復活させたりしている。なお、アラン・クォーターメンの名は幼少の折りブランドナムの領地に暮らしていた気のいい農夫一家の名から採ったものだということである。
ハガードファンが最も愛好する作品が、アッシャが初登場した『洞窟の女王』であるが、二度目に登場するのは『女王の復活"Ayesha;The Return of She"』で、十八年後の執筆であった。

## 作品リスト
- The Witche's Head（1884）
- 『ソロモン王の洞窟』（King Solomon's Mines, 1885）
  - 『ソロモン王の宝窟』伊藤礼訳 筑摩書房（世界ロマン文庫）1970年、再版1978年
  - 『ソロモン王の洞窟』大久保康雄訳 東京創元社（創元推理文庫）1972年 ※ - 各・グーテンベルク21（電子書籍）で再刊

他に『ソロモンの洞窟』『ソロモンの宝窟』『大宝窟』の訳題あり
- 『洞窟の女王』（She: A History of Adventure, 1887）
  - 大久保康雄訳 東京創元社（創元推理文庫）1974年 ※
- 『二人の女王』（Allan Quatermain ,1887）
  - 『二人女王』 菊池幽芳訳 春陽堂
  - 大久保康雄訳 東京創元社（創元推理文庫）1975年 ※
- 『アランの妻』（Allan's Wife; and Other Tales, 1887）
  - 「アランの妻」『マイワの復讐・アランの妻』大久保康雄訳 東京創元社（世界大ロマン全集）
- 『マイワの復讐』（Maiwa's Revenge, 1888）
  - 「マイワの復讐」『マイワの復讐・アランの妻』大久保康雄訳
- 『クレオパトラ』（Cleopatra, 1889）
  - 森下弓子訳 東京創元社（創元推理文庫）1985年
- The World's Desire（1890）- アンドルー・ラングとの共著
- Eric Brighteyes（1891）
- 『モンテズマの娘』（Montezuma's Daughter, 1893）
  - 大久保康雄訳 東京創元社（世界大ロマン全集）
- Allan the Hunter: A Tale of Three Lions（1898）
- Black Heart and White Heart; and Other Stories（1900）
- 『女王の復活』（Ayesha The Return of She, 1905）
  - 細越夏村訳『怪奇小説 神通の女王』 大学館
  - 大久保康雄訳 東京創元社（創元推理文庫）1977年 ※
- 『黄金の守護精霊』（Benita An African Romance, 1906）
  - 菊池光訳 東京創元社（創元推理文庫）1982年
- The Morning Star（1910）
- Marie（1912）
- Child of Storm（1912）
- The Wanderer's Necklace（1914）
- The Holly Flower（1915）
- The Ivory Child（1916）
- Smith and the Phoraohs; and Other Tales（1916）
- Finished（1917）
- Moon of Israel; A Tale of the Exodus（1918）
- 『古代のアラン』（The Ancient Allan, 1920）
  - 山下諭一訳 国書刊行会（ドラキュラ叢書10）
- She and Allan（1921）
- Wisdom's Daughter: The Life and Love Story of She-who-must-be-obeyed（1923）
- Heu-Heu; or the Monster（1924）
- The Treasure of the Lake（1926）
- Allan and the Ice-Gods（1929）

## 関連事項
- 映画「キング・ソロモン』：小説『ソロモン王の洞窟』の映画化
- 映画「リーグ・オブ・レジェンド」：アラン・クォーターメインらを主人公として同時代のSF、ファンタジーなどを大々的にクロスオーバーさせた作品。原作はアラン・ムーア作のコミック『リーグ・オブ・エクストラオーディナリー・ジェントルメン』（超常紳士同盟）。